# Teucholabis fenestrata
Teucholabis fenestrata är en tvåvingeart. Teucholabis fenestrata ingår i släktet Teucholabis och familjen småharkrankar.

## Underarter
Arten delas in i följande underarter:
- T. f. fenestrata
- T. f. insignis